# 盐蒿
盐蒿（学名：Artemisia halodendron）为菊科蒿属的植物。分布在俄罗斯、蒙古以及中国大陆的辽宁、山西、内蒙古、吉林、河北、新疆、甘肃、宁夏、黑龙江、陕西等地，生长于海拔250米至1,400米的地区，多生于低海拔地区的流动、荒漠草原、固定的沙丘上、半流动、草原、森林草原、中及砾质坡地等，目前尚未由人工引种栽培。

## 别名
差不嘎蒿（东北植物检索表），褐沙蒿（内蒙古植物志），沙蒿（东北及内蒙古俗称），“沙把嘎”、“沙漠嘎”、“呼伦-沙里尔日”（蒙语名），“普勒罕达”（蒙药名）